# 12 Wasted Years
12 Wasted Years est une cassette vidéo du groupe de heavy metal britannique Iron Maiden publiée en 1987.
Il s'agit d'une rétrospective de 90 minutes de leurs débuts dans l'East End de Londres en 1975 jusqu'à 1987. La vidéo mêle des images de leurs débuts au Ruskin Arms ou au Marquee avec des images des tournées mondiales du Beast on the Road Tour, du World Slavery Tour et du Somewhere on Tour, ainsi qu'avec des entrevues avec les membres du groupe.

## Liste des morceaux
1. Stranger in a Strange Land
2. Charlotte the Harlot
3. Running Free
4. Women in Uniform
5. Murders in the Rue Morgue
6. Children of the Damned
7. The Number of the Beast
8. Total Eclipse
9. Iron Maiden
10. Sanctuary
11. The Prisoner
12. 22, Acacia Avenue
13. Wasted Years

ainsi que des extraits de Drifter, Prowler, Phantom of the Opera, She's a Roller, Caught Somewhere in Time et Run to the Hills.